# Nangavalli
Nangavalli là một thị xã panchayat của quận Salem thuộc bang Tamil Nadu, Ấn Độ.

## Địa lý
Nangavalli có vị trí 11°45′B 77°53′Đ / 11,75°B 77,88°Đ Nó có độ cao trung bình là 385 mét (1263 feet).

## Nhân khẩu
Theo điều tra dân số năm 2001 của Ấn Độ, Nangavalli có dân số 9610 người. Phái nam chiếm 52% tổng số dân và phái nữ chiếm 48%. Nangavalli có tỷ lệ 59% biết đọc biết viết, thấp hơn tỷ lệ trung bình toàn quốc là 59,5%: tỷ lệ cho phái nam là 67%, và tỷ lệ cho phái nữ là 49%. Tại Nangavalli, 12% dân số nhỏ hơn 6 tuổi.